# Torp, Mörbylånga kommun
Torp är en liten by på östra Öland i Gårdby socken och Mörbylånga kommun. Byn gränsar till Skarpa Alby i söder, Ullevi i väster och Gårdby i öster.